# Dětem
Dětem byl název tří sérií československých poštovních známek v letech 1936–1938. Tyto známky vyryl Bohumil Heinz a byly prodávány s příplatkem.

## Dětem I.
První série tří známek vyšla 1. dubna 1936 v nákladech od 560 tisíc do 1,1 milionu. Předlohou pro známky byla alegorie ledna z kalendářní desky pražského Orloje od Josefa Mánese - na známce 1 Kč je zobrazen celý výjev (oslava narození dítěte jako Nového roku), na známkách 50 h a 2 Kč pak výřez s dítětem. Všechny známky byly prodávány s příplatkem 50 h a platily do konce roku 1936. Vyskytují se i známky s kupony.

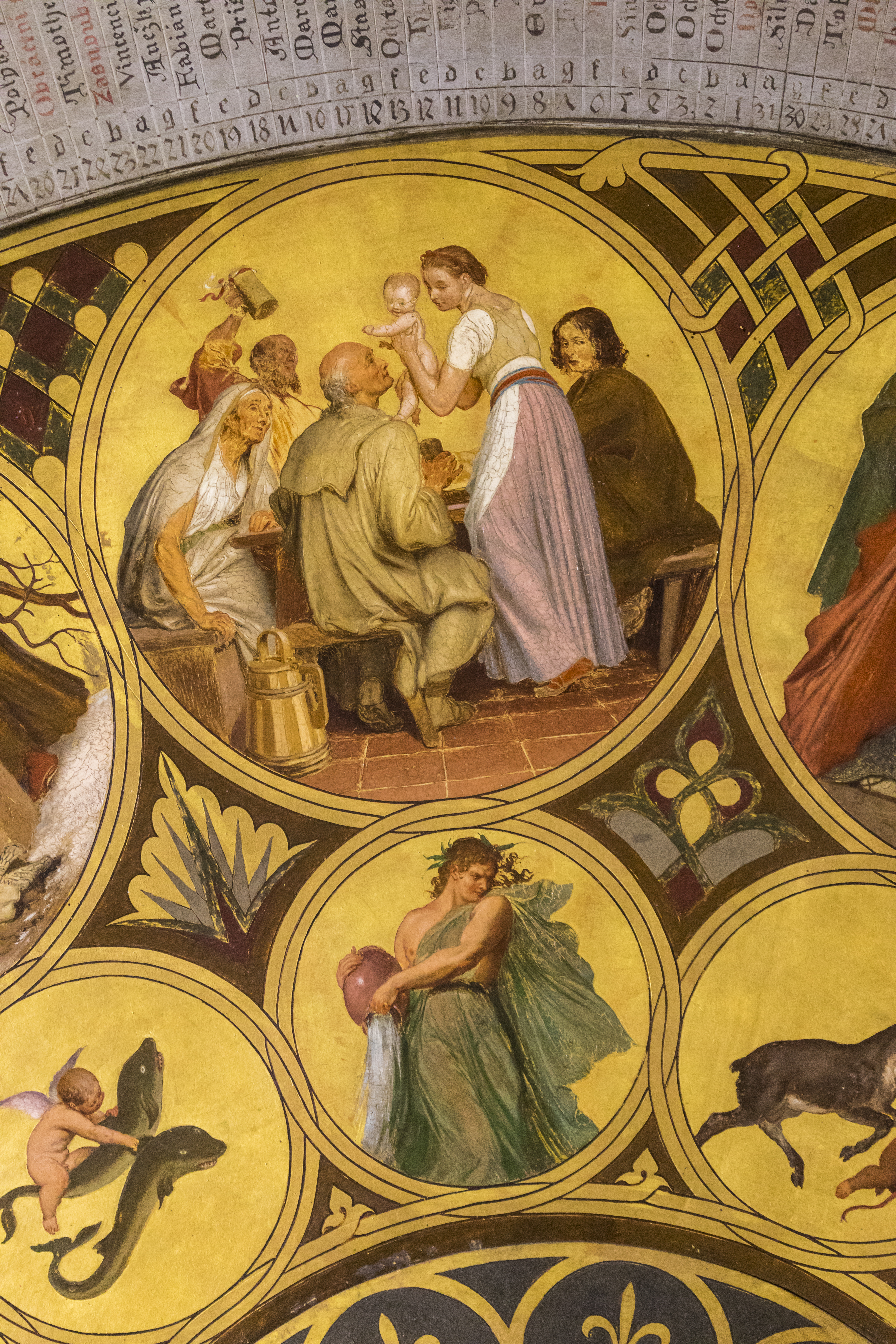
Předloha z Orloje
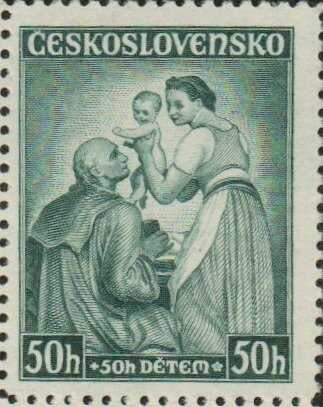
50 h + 50 h zelená
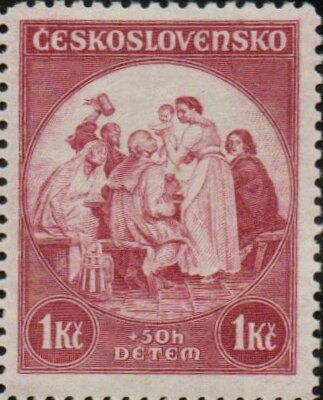
1 Kč + 50 h červená
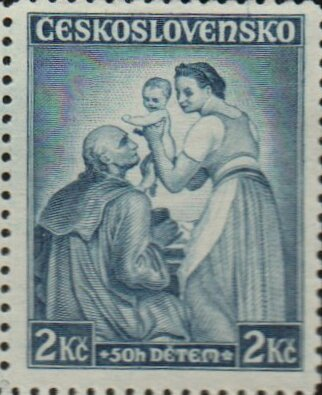
2 Kč + 50 h modrá

## Dětem II.
Druhá série vyšla 1. května 1937. Předlohou byla luneta „Ukolébavka“ od Stanislava Suchardy, za kterou tvůrce dostal Reichlovu cenu.. Známky byly vydány v obdobném nákladu jako první série (500 tisíc až 1,36 milionu), dvoukorunová známka byla tentokrát již s příplatkem 1 Kč. Platnost známek byla do 20. ledna 1938. I tyto známky jsou známy s kupony.

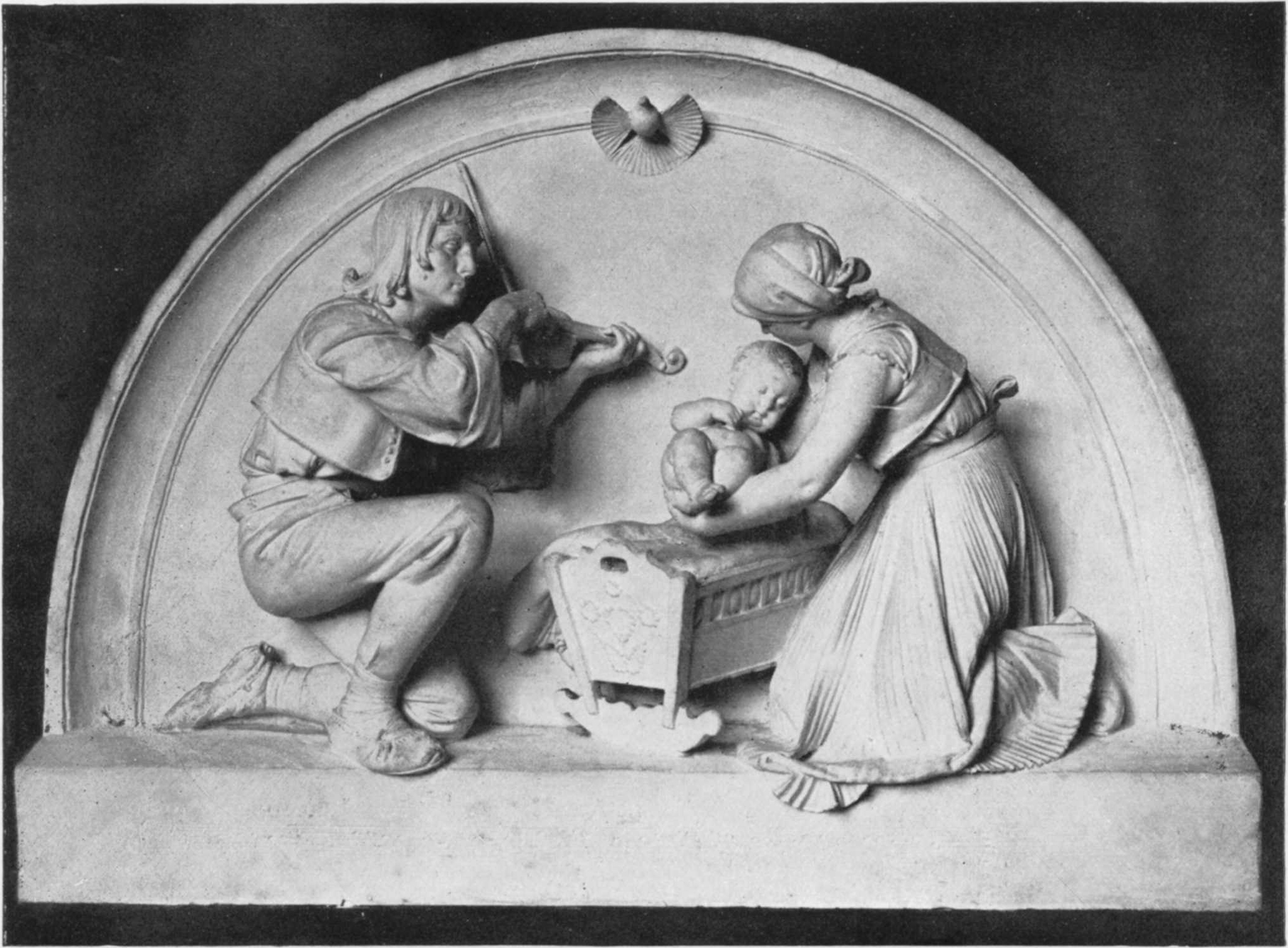
Suchardův reliéf
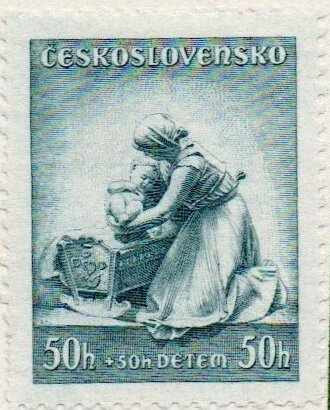
50 h + 50 h zelená
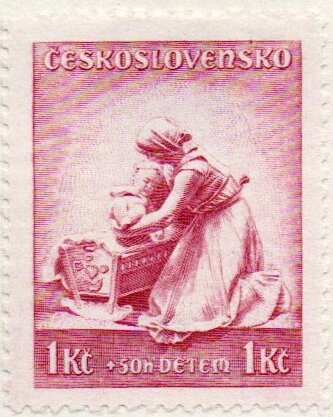
1 Kč + 50 h červená
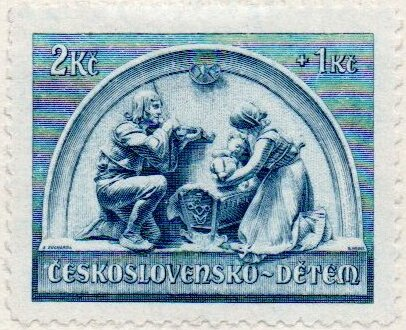
2 Kč + 1 Kč modrá

## Dětem
U příležitosti nedožitých narozenin TG Masaryka vyšla 3. března 1938 série známek s motivem Masaryka držícího dítě. Originální fotografie byla pořízena neznámým fotografem 17. června 1928 ve Žďáře, kdy měla tříletá Eva Neugebauerová přinést prezidentovi Masarykovi kytici. Masaryk vzal tehdy dívku v kyjovském kroji do náruče.
Tentokrát byly vydány pouze dvě známky s nápisem „Měj úctu k duši dítěte“ v nákladu 1,4-1,6 milionu, a k nim 260 tisíc aršíků s iniciálami a podpisem. Tyto známky zůstaly v platnosti až do 15. prosince 1939, kdy byla ukončena platnost všech československých známek.

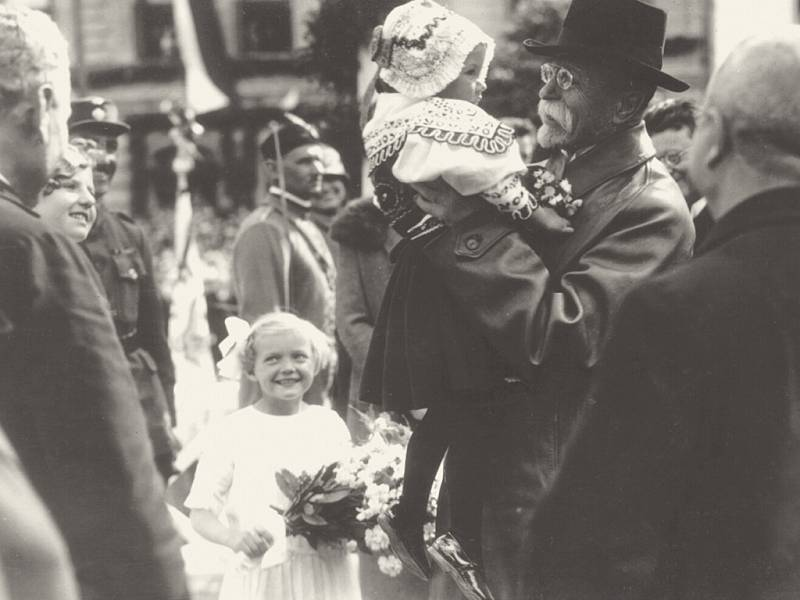
Fotografie, která byla předlohou
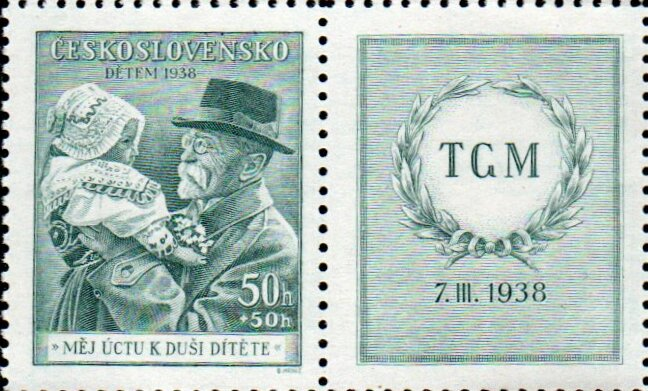
50 h + 50 h zelená
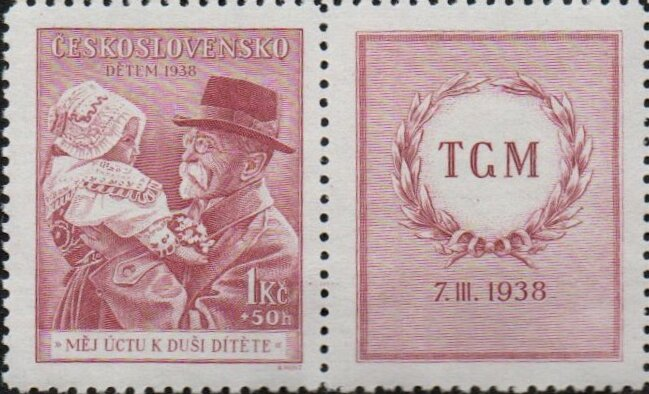
1 Kč + 50 h červená
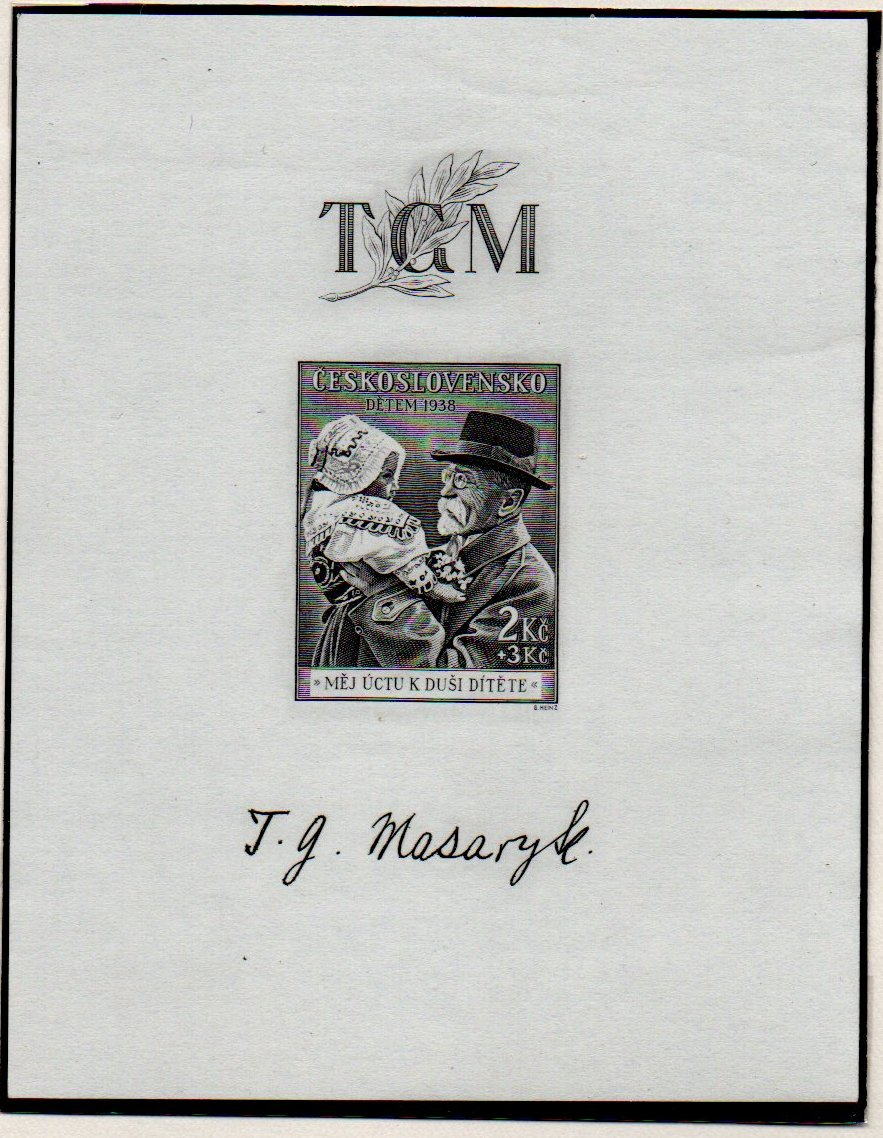
aršík

## Související
Mezi známkami České republiky byly také vydávány známky s námětem „Dětem“, obvykle s obrázkem od některého ze známých ilustrátorů.